# Luigi Gonzaga di Alfonso
Luigi Gonzaga (Madrid, 1560 circa – Roma, ...) è stato un nobile spagnolo, pretendente al marchesato di Castel Goffredo.

## Biografia

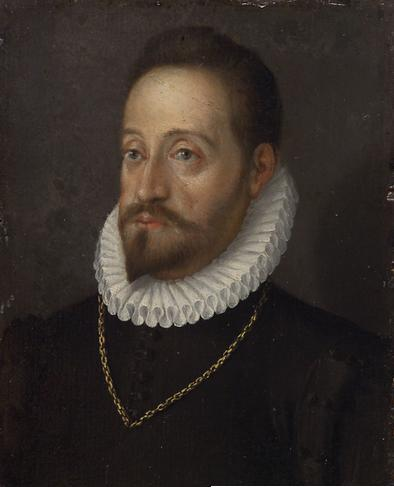
Ritratto del marchese Alfonso Gonzaga, padre di Luigi, XVI secolo.

Fu il figlio naturale di Alfonso Gonzaga, marchese di Castel Goffredo, avuto dalla nobile spagnola Isabella Caravazale, conosciuta alla corte di Spagna presso la quale Alfonso era ospite e dove si trattenne fino al 1564, prima di trasferirsi a Milano.
Il padre si rifiutò di riconoscere il figlio e di sposare la madre. Isabella intentò una causa presso la Sacra Rota di Roma, sostenendo che ci fosse stato un matrimonio segreto (o almeno una formale promessa) avvalendosi di un noto difensore. La lite durò molto tempo, ma riuscì favorevole ad Alfonso.
Luigi fu cresciuto dalla madre con onori principeschi e quando superò la pubertà venne indirizzato a Castel Goffredo, intorno al 1575, alla corte del padre, affinché potesse essere riconosciuto come unico figlio maschio. Alfonso interpretò la venuta come una ripicca nei confronti di Isabella, da lui abbandonata in Spagna, e respinse Luigi. Costui venne affidato dal padre a un condottiero, con la raccomandazione di condurlo a Roma e affidarlo ad una potente famiglia romana. Qui morì poco tempo dopo.

## Ascendenza
|                                                                       |   |                                               | Genitori                                                        |  |  | Nonni |  |  | Bisnonni                                                              |  |  | Trisnonni                                 |  |
|                                                                       |   |                                               |                                                                 |  |  |       |  |  | Rodolfo Gonzaga, marchese di Castel Goffredo, Castiglione e Solferino |  |  | Ludovico III Gonzaga, marchese di Mantova |  |
|                                                                       |   |                                               |                                                                 |  |  |       |  |  | Rodolfo Gonzaga, marchese di Castel Goffredo, Castiglione e Solferino |  |  | Ludovico III Gonzaga, marchese di Mantova |  |
|                                                                       |   | Barbara di Brandeburgo-Kulmbach               |                                                                 |  |  |       |  |  | Rodolfo Gonzaga, marchese di Castel Goffredo, Castiglione e Solferino |  |  |                                           |  |
| Aloisio Gonzaga, marchese di Castel Goffredo, Castiglione e Solferino |   |                                               |                                                                 |  |  |       |  |  | Rodolfo Gonzaga, marchese di Castel Goffredo, Castiglione e Solferino |  |  |                                           |  |
|                                                                       |   | Caterina Pico della Mirandola                 | Gianfrancesco I Pico, signore di Mirandola e conte di Concordia |  |  |       |  |  |                                                                       |  |  |                                           |  |
|                                                                       |   | Caterina Pico della Mirandola                 | Gianfrancesco I Pico, signore di Mirandola e conte di Concordia |  |  |       |  |  |                                                                       |  |  |                                           |  |
|                                                                       |   | Caterina Pico della Mirandola                 | Giulia Boiardo                                                  |  |  |       |  |  |                                                                       |  |  |                                           |  |
| Alfonso Gonzaga, marchese di Castel Goffredo                          |   | Caterina Pico della Mirandola                 |                                                                 |  |  |       |  |  |                                                                       |  |  |                                           |  |
|                                                                       |   | Gian Giacomo Anguissola, conte di Montechiaro | Giovanni Carlo Anguissola, conte di Piacenza                    |  |  |       |  |  |                                                                       |  |  |                                           |  |
|                                                                       |   | Gian Giacomo Anguissola, conte di Montechiaro | Giovanni Carlo Anguissola, conte di Piacenza                    |  |  |       |  |  |                                                                       |  |  |                                           |  |
|                                                                       |   | Gian Giacomo Anguissola, conte di Montechiaro | Caterina Torelli d'Aragona                                      |  |  |       |  |  |                                                                       |  |  |                                           |  |
| Caterina Anguissola                                                   |   | Gian Giacomo Anguissola, conte di Montechiaro |                                                                 |  |  |       |  |  |                                                                       |  |  |                                           |  |
|                                                                       |   | Angela Radini Tedeschi                        | Daniele II Radini Tedeschi                                      |  |  |       |  |  |                                                                       |  |  |                                           |  |
|                                                                       |   | Angela Radini Tedeschi                        | Daniele II Radini Tedeschi                                      |  |  |       |  |  |                                                                       |  |  |                                           |  |
|                                                                       |   | Angela Radini Tedeschi                        | Caterina Panichi                                                |  |  |       |  |  |                                                                       |  |  |                                           |  |
| Luigi Gonzaga di Castel Goffredo                                      |   | Angela Radini Tedeschi                        |                                                                 |  |  |       |  |  |                                                                       |  |  |                                           |  |
|                                                                       | … | …                                             |                                                                 |  |  |       |  |  |                                                                       |  |  |                                           |  |
|                                                                       | … | …                                             |                                                                 |  |  |       |  |  |                                                                       |  |  |                                           |  |
|                                                                       | … | …                                             |                                                                 |  |  |       |  |  |                                                                       |  |  |                                           |  |
| …                                                                     | … |                                               |                                                                 |  |  |       |  |  |                                                                       |  |  |                                           |  |
|                                                                       |   | …                                             | …                                                               |  |  |       |  |  |                                                                       |  |  |                                           |  |
|                                                                       |   | …                                             | …                                                               |  |  |       |  |  |                                                                       |  |  |                                           |  |
|                                                                       |   | …                                             | …                                                               |  |  |       |  |  |                                                                       |  |  |                                           |  |
| Isabel Carvajal                                                       |   | …                                             |                                                                 |  |  |       |  |  |                                                                       |  |  |                                           |  |
|                                                                       |   | …                                             | …                                                               |  |  |       |  |  |                                                                       |  |  |                                           |  |
|                                                                       |   | …                                             | …                                                               |  |  |       |  |  |                                                                       |  |  |                                           |  |
|                                                                       |   | …                                             | …                                                               |  |  |       |  |  |                                                                       |  |  |                                           |  |
| …                                                                     |   | …                                             |                                                                 |  |  |       |  |  |                                                                       |  |  |                                           |  |
|                                                                       |   | …                                             | …                                                               |  |  |       |  |  |                                                                       |  |  |                                           |  |
|                                                                       |   | …                                             | …                                                               |  |  |       |  |  |                                                                       |  |  |                                           |  |
|                                                                       |   | …                                             | …                                                               |  |  |       |  |  |                                                                       |  |  |                                           |  |
|                                                                       |   | …                                             |                                                                 |  |  |       |  |  |                                                                       |  |  |                                           |  |

## Genealogia
|            |            |                                             |                                             |                 |                           |                           |                     |                     |                     |       |       |        |                     |                     |                  |                     |                     |                                   |                                   |                       |                       |
|            |            |                                             |                                             |                 |                           |                           |                     |                     | Rodolfo (1452-1495) |       |       |        |                     |                     |                  |                     |                     |                                   |                                   |                       |                       |
|            |            |                                             |                                             |                 |                           |                           |                     |                     |                     |       |       |        |                     |                     |                  |                     |                     |                                   |                                   |                       |                       |
|            |            |                                             |                                             |                 |                           |                           |                     |                     |                     |       |       |        |                     |                     |                  |                     |                     |                                   |                                   |                       |                       |
|            |            |                                             |                                             |                 | Gianfrancesco (1488-1525) | Gianfrancesco (1488-1525) |                     |                     |                     |       |       |        | Aloisio (1494-1549) | Aloisio (1494-1549) |                  |                     |                     |                                   |                                   |                       |                       |
|            |            |                                             |                                             |                 |                           |                           |                     |                     |                     |       |       |        |                     |                     |                  |                     |                     |                                   |                                   |                       |                       |
|            |            |                                             |                                             |                 |                           |                           |                     |                     |                     |       |       |        |                     |                     |                  |                     |                     |                                   |                                   |                       |                       |
|            |            |                                             |                                             |                 | Ramo di Luzzara ·         | Ramo di Luzzara ·         | Alfonso (1541-1592) | Alfonso (1541-1592) |                     |       |       |        |                     |                     |                  | Orazio (1545-1587)  | Orazio (1545-1587)  |                                   | Ferrante (1544-1586)              | Ferrante (1544-1586)  |                       |
|            |            |                                             |                                             |                 |                           |                           |                     |                     |                     |       |       |        |                     |                     |                  |                     |                     |                                   |                                   |                       |                       |
|            |            |                                             |                                             |                 |                           |                           |                     |                     |                     |       |       |        |                     |                     |                  |                     |                     |                                   |                                   |                       |                       |
| Ferdinando | Ferdinando | Caterina 1 sp. Carlo Trivulzio (1574-1615?) | Caterina 1 sp. Carlo Trivulzio (1574-1615?) | Giulia (1576-?) | Giulia (1576-?)           | Ginevra (1578-?)          | Ginevra (1578-?)    | Giovanna            | Giovanna            | Maria | Maria | Luigia | Luigia              | Luigi (naturale)    | Luigi (naturale) | Ramo di Solferino · | Ramo di Solferino · | Rodolfo (1569-1593)               | Rodolfo (1569-1593)               | Francesco (1577-1616) | Francesco (1577-1616) |
|            |            |                                             |                                             |                 |                           |                           |                     |                     |                     |       |       |        |                     |                     |                  |                     |                     |                                   |                                   |                       |                       |
|            |            |                                             |                                             |                 |                           |                           |                     |                     |                     |       |       |        |                     |                     |                  |                     |                     |                                   |                                   |                       |                       |
|            |            |                                             |                                             |                 |                           |                           |                     |                     |                     |       |       |        |                     |                     |                  |                     |                     | Ramo di Castel Goffredo (estinto) | Ramo di Castel Goffredo (estinto) | Ramo di Castiglione · | Ramo di Castiglione · |